# 호구부인
호구부인(好仇夫人)은 금관가야의 왕비로, 마품왕의 세 번째 부인이다. 그녀는 금관가야의 제4대 국왕인 거질미왕을 낳았다. 그녀는 허황옥의 시종이었던 조광의 손녀였다.

## 가족
- 할아버지 : 조광(趙匡)
- 할머니 : 모량(慕良)
- 아버지 : 조씨(趙氏)
- 어머니 : 미상
  - 남편 : 마품왕(麻品王)
  - 부인 : 호구부인(好仇夫人)
    - 아들 : 거질미왕(居叱彌王)